# OSV
OSV (z ang. Object Subject Verb) – bardzo rzadki typ języka, w którym zdanie zaczyna się od dopełnienia, potem następuje podmiot, a na końcu orzeczenie.
W 1986 r. przeanalizowano 402 języki i w żadnym z nich nie zidentyfikowano OSV jako podstawowego szyku wyrazów (najczęstsze były SOV – 44,78% oraz SVO – 41,79%).
Szyk OSV jako podstawowy został odnotowany w języku tobati z indonezyjskiej części Nowej Gwinei. Występuje też w językach używanych na obszarze Amazonii, takich jak nadëb i warao.

## Przykładowe zdanieOSV
- Jabłko (dopełnienie) ja (podmiot) zjadłem (orzeczenie)